# La Principessa Smarrita
La Principessa Smarrita (in lingua originale The Snow goose, trad. letterale: "L'oca delle nevi") è un racconto di Paul Gallico pubblicato nella sua redazione definitiva, più ampia, nel 1941, mentre l'anno precedente sul The Saturday Evening Post era apparsa la sua versione breve.

## Trama
La vicenda inizia nel 1930. Lungo le coste dell'Essex, nella zona delle grandi paludi, in un'area abbandonata presso il faro, vive appartato il ventisettenne Philip Rhayader. A causa del suo aspetto — è gobbo, ha il braccio sinistro rattrappito, sottile e piegato all'altezza del polso — ha deciso di vivere lontano dagli uomini, nonostante sia colmo d'amore per le persone, gli animali e tutto il creato. Le sue grandi passioni sono la pittura, gli uccelli e la vela. Col tempo diventa un vero esperto nel catturare con la rete gli uccelli migratori provenienti dal Nord, per addomesticarli e dar loro cibo e asilo in inverno, nonché per proteggerli dai cacciatori. Con l'arrivo della primavera, gli uccelli tornano a casa, ma coi primi freddi ricompaiono al faro, dove sanno di essere al sicuro. Dipinge la solitudine della terra in cui vive, la struggente, e senza tempo, bellezza della palude, il volo degli amati uccelli.
Una mattina di novembre una ragazzina dodicenne di nome Fritha, sudicia e spaventata, giunge al rifugio di Rhayader con tra le braccia un grosso uccello ferito, mossa dalla speranza, e in questo confortata dalle voci udite al villaggio sul conto dell'uomo del faro, che lui possa salvarlo. E così infatti è. Philip dice a Fritha che l'animale è una giovane oca delle nevi originaria del Canada, la quale, probabilmente a seguito di una tempesta, ha perso la via ed è finita sulle coste dell'Essex, dove qualche cacciatore le ha sparato. L'oca, battezzata da Philip Principessa Smarrita, è da lui, con il supporto di Fritha, amorevolmente curata. Tra la ragazzina e il guardiano del faro, complice l'oca, nasce una tenera amicizia che per Rhayader rappresenta il primo vero contatto con un altro essere umano. 
A primavera l'oca, ormai guarita, si alza in volo assieme alle oche dai piedi rosa con le quali ha convissuto nel frattempo. Simultaneamente cessano le visite al faro di Fritha, che ha comunque superato l'iniziale paura e diffidenza per Rhayader, uomo d'indole ombrosa e scostante solo all'apparenza. Ed è allora che l'uomo dipinge il ritratto di Fritha, «di un'esile fanciulla, coperta di sporco, con i capelli biondi mossi dal vento impetuoso di novembre, che porta tra le braccia un grande uccello bianco ferito». Sarà l'unico suo dipinto a ritrarre insieme un essere umano e un uccello.
In autunno accade l'impensabile. L'oca delle nevi, anziché svernare nelle regioni meridionali del continente americano, torna al faro, perché con ogni verosimiglianza non è mai atterrata in Canada ed è invece rimasta con le oche dai piedi rosa. Rhayader, felice, corre al villaggio per avvertire Fritha della novità. La bambina riprende a frequentare il faro e così continuerà a fare negli anni successivi, quando la Principessa Smarrita viene a svernare al rifugio di Rhayader. Infine, nella primavera del 1940, l'oca decide di non lasciare più il rifugio di Rhayader. 

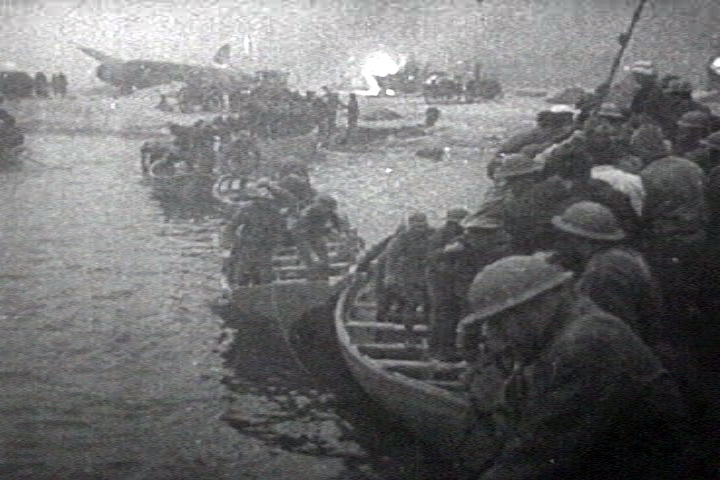
Truppe britanniche su imbarcazioni di fortuna a Dunkerque

Intanto Fritha è diventata una donna e sente di doversi allontanare da Philip per il sopraggiungere di un'emozione sconosciuta, che ancora non può comprendere. Tuttavia tre settimane dopo s'incammina verso il faro, ma trova Rhayader lungo la via, al molo, mentre è in procinto di partire con la sua barca. L'uomo spiega alla sua giovane amica che truppe britanniche sono intrappolate sulla spiaggia di Dunkerque e che il governo ha chiesto a tutte le piccole imbarcazioni di traghettare i soldati ai cacciatorpediniere, impossibilitati a raggiungere le coste, prima che siano uccisi dal fuoco nemico. Lui avrebbe percorso cento miglia al di là del mare, fino a Dunquerque, per salvare degli uomini in pericolo, come finora gli era stato concesso di fare solo con gli uccelli. Finalmente aveva l'occasione di essere un vero uomo e di fare la sua parte. Fritha lo vede partire scortato dalla maestosa oca delle nevi, alta in cielo, con il cuore gonfio di pena. Lei sarebbe rimasta al faro per prendersi cura degli uccelli.
Philip è molto abile a manovrare la barca con il braccio buono — all'occorrenza si aiuta con i denti — e, sempre accompagnato dall'oca bianca che fa ampi giri su di lui, riesce a salvare, tra «gli spruzzi delle granate lanciate da una batteria» tedesca nascosta a terra e trasportando sette uomini per volta, parecchi soldati. Perfino quando è ormai morto, colpito da una mitragliata, Philip continua a salvare uomini. Infatti un rimorchiatore, incuriosito dal barchino abbandonato con un uccello appollaiato sul parapetto, cambia rotta e gli si approssima. L'oca non permette a nessuno di avvicinarsi al corpo del suo amico, ma intanto l'equipaggio del rimorchiatore si è accorto di aver evitato, così facendo, una mina a pelo d'acqua. A quel punto, l'imbarcazione può allontanarsi e, a distanza di sicurezza, far saltare la mina. L'esplosione causa però l'inabissamento del barchino con il cadavere di Rhayader, intrappolato dentro. L'uccello descrive tre larghi cerchi in aria, come a voler rendere l'estremo saluto a Philip; quindi, vola via da Fritha per dire addio anche a lei.
La giovane donna, che al faro ha trovato la tela in cui Philip la ritrasse bambina, già sapeva in cuor suo che l'uomo non sarebbe più tornato, ma allorché ode il grido dell'oca bianca, piange, e con le lacrime fuoriesce dall'anima la schiacciante verità del suo amore. Ora sa di amare Philip, di averlo sempre amato. 
Una mattina, un pilota tedesco scambia il faro abbandonato per un obiettivo militare e lo bombarda. Quando Fritha vi giunge — non ha mai smesso di nutrire gli uccelli ivi rifugiati — si trova immersa in un'enorme desolazione.

## Riconoscimento
- Il racconto La Principessa Smarrita è stato, nel 1941, uno dei vincitori del Premio O. Henry.[1]

## Nella cultura di massa
- Nel 1971, Patrick Garland diresse per la BBC The Snow Goose, film televisivo tratto dall'omonimo racconto di Paul Gallico, su sceneggiatura dello stesso, e interpretato da Richard Harris e Jenny Agutter. La pellicola vinse il Golden Globe come miglior film tv dell'anno, e si guadagnò due nominations al BAFTA e all'Emmy. Anche la Agutter si aggiudicò il Golden Globe 1972 come miglior attrice non protagonista. Il film, della durata di circa 50 minuti, fu trasmesso negli Stati Uniti il 15 novembre 1971, come episodio facente parte della serie antologica Hallmark Hall of Fame. Nel film — diversamente dal lavoro letterario — la vicenda si snoda in un arco temporale di tre anni, per cui Fritha compare sulla scena già adulta.[2]
- Nel 1975 il gruppo musicale dei Camel registrò un album di soli brani strumentali, ispirato al racconto di Gallico e cui diede lo stesso titolo. Ma in seguito a un'azione legale minacciata dagli editori di Gallico, il quale, essendo un non fumatore, mal gradiva che una band avente il nome di una nota marca di sigarette si valesse del titolo del suo racconto, i Camel chiamarono il loro concept album Music Inspired by The Snow Goose.[3]

## Curiosità
- Rhayader è una città del Galles e anche una parola che in gallese significa "cascata".

## Edizione italiana
Paul Gallico, La Principessa smarrita (trad. di Franca Callegari), Faenza, Mobydick, 1993